# Miguel Jacinto Meléndez
Pour les articles homonymes, voir Meléndez.
Miguel Jacinto Meléndez (Oviedo, 1679 - 1734) est un peintre espagnol. Élève de José Garcĺa Hidalgo à Madrid. Il se consacre principalement à des portraits, parmi lesquels ceux de la famille royale en 1708. En 1712 il est nommé peintre de la cour du roi Philippe V d'Espagne. Son style est influencé par Van Dyck et l'école flamande, bien que ses images de vierges montrent l'influence de Juan Carreño de Miranda.